# Daniela Melchior

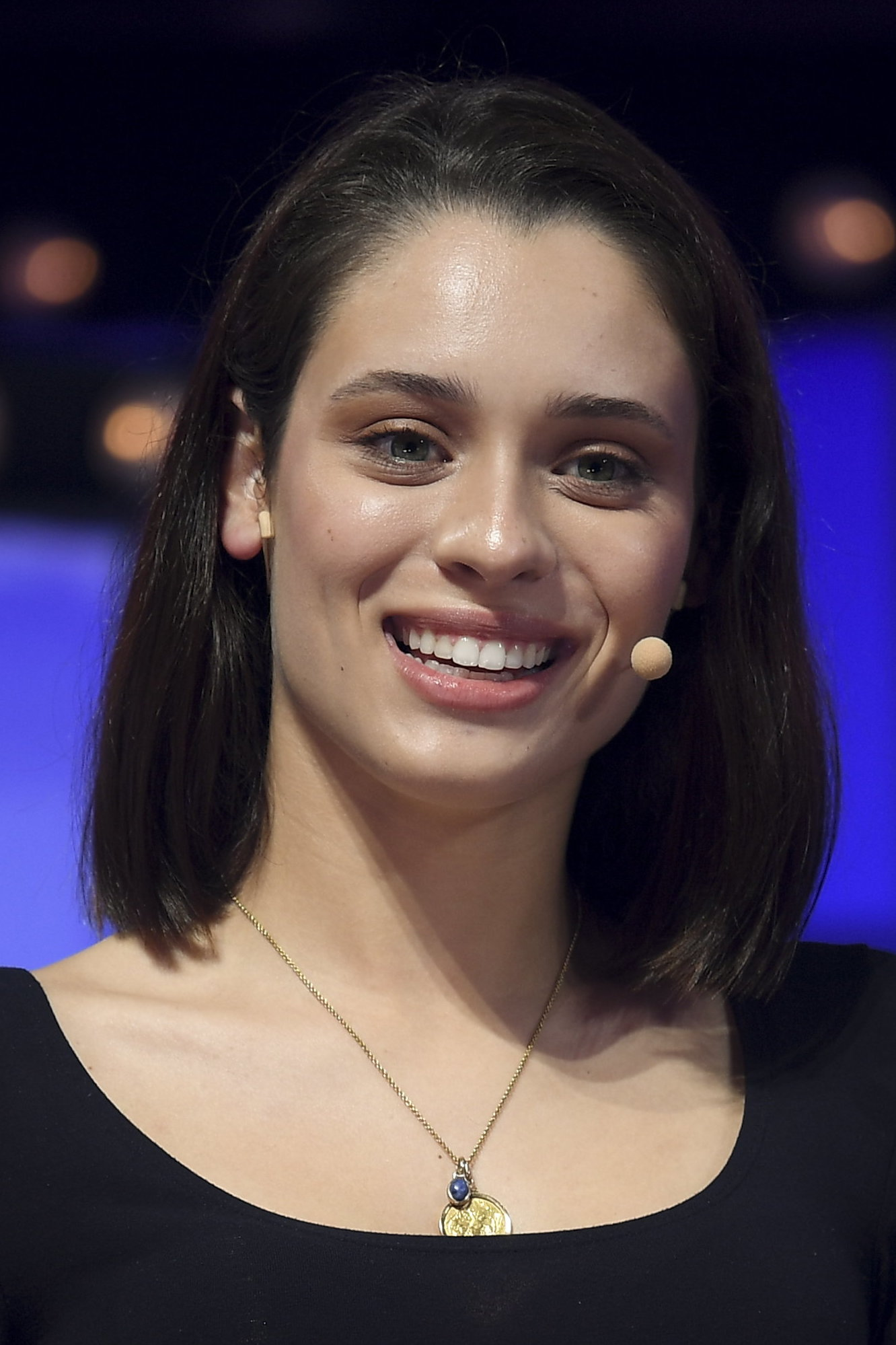
Daniela Melchior, 2021

Daniela Melchior (* 1. November 1996 in Lissabon; voller Name Daniela Melchior dos Reis Lopes Pereira) ist eine portugiesische Schauspielerin.

## Karriere
Beginnend im Jahr 2014 nahm Daniela Melchior für drei Jahre Schauspielunterricht in Almada. Ab demselben Jahr war sie als Viviana Gomes in der Telenovela Mulheres zu sehen, die bis 2015 auf TVI lief. Ihre nächste Fernsehrolle hatte sie im Jahr 2016 in der Jugendserie Massa Fresca, ebenfalls auf TVI. Zu dieser Zeit erhielt sie weiteren Schauspielunterricht an der Escola de actores para cinema e televisão. 2017 sah man sie in der TVI-Telenovela Ouro Verde als Cláudia Andrade und 2018 in A Herdeira als Ariana Franco. In der zwischen 2018 und 2019 auf TVI laufenden Fernsehserie Valor da Vida spielte sie die Hauptrolle der Isabel Vasconcelos.
Nebst ihrer Arbeit als Seriendarstellerin wirkte sie im Jahr 2017 auch am Theaterstück Ama como a estrada começa mit, das am Festival Anual de Teatro Académico de Lisboa aufgeführt wurde. Zu dieser Zeit war sie Theaterschülerin in der Grupo de Teatro do Instituto Superior Técnico, der Theatergruppe der Lissabonner Hochschule Instituto Superior Técnico. Für den 2018 erschienenen Film Spider-Man: A New Universe sprach sie in der portugiesischen Synchronisation die Rolle der Gwen Stacy. Eine erste kleine Leinwandrolle hatte sie 2018 in Valeria Sarmientos O Caderno Negro, bevor sie dann in António-Pedro Vasconcelos’ erfolgreichem Musikfilm Parque Mayer in der Hauptrolle der Deolinda zu sehen war.
Für die Organisation Corações com Coroa sang Daniela Melchior 2018 das Lied O que é ser normal? Apontar o dedo ao mal ein, das sich gegen Gewalt in der Beziehung richtet.
Im Jahr 2019 wurde Daniela Melchior für den Hollywood-Film The Suicide Squad als Ratcatcher 2 gecastet. Seither wurde sie mehrfach in internationalen Produktionen besetzt. So spielte sie 2022 in Marlowe an der Seite von Liam Neeson, Diane Kruger und François Arnaud und 2023 in den Filmen Fast & Furious 10, dem zehnten Teil der Fast & Furious-Reihe, in Guardians of the Galaxy Vol. 3 und 2024 in dem Remake von Road House (1989), das von Doug Liman inszeniert wurde.

## Filmografie (Auswahl)
- 2014–2015: Mulheres (Telenovela)
- 2016: Massa Fresca (Fernsehserie)
- 2017: Ouro Verde (Telenovela)
- 2018: A Herdeira (Telenovela)
- 2018–2019: Valor da Vida (Telenovela)
- 2018: Spider-Man: A New Universe (Spider-Man: Into the Spider-Verse, Sprechrolle)
- 2018: Parque Mayer
- 2021: O Livro Negro do Padre Dinis (Miniserie)
- 2021: The Suicide Squad
- 2021: Pecado (Miniserie)
- 2022: Marlowe
- 2023: Assassin Club
- 2023: Guardians of the Galaxy Vol. 3
- 2023: Fast & Furious 10 (Fast X)
- 2024: Road House
- 2025: American Sweatshop